# Harley-Davidson
Harley-Davidson Motor Cycles ou Harley é uma empresa fundada em Milwaukee, nos Estados Unidos, no ano de 1903. É reconhecida mundialmente como uma marca emblemática de motociclos e dedica-se à fabricação de motos de grande porte e cilindrada.

## História
Em 1903, em Milwaukee, no Wisconsin, dois jovens resolveram instalar um motor num quadro de bicicleta, com a intenção de se locomover mais rapidamente e mais comodamente nas subidas. Estes dois jovens se chamavam Arthur Davidson e William S. Harley e certamente não sabiam que acabavam de criar um dos meios de transportes mais utilizados do mundo e uma das marcas mais cobiçadas pelos amantes de motocicletas, a marca Harley Davidson.

### Nascimento de uma lenda chamada Harley-Davidson
Com efeito, um dia, um rapaz inteligente, farto de ter de pedalar, teve a ideia genial de acrescentar um motor à sua bicicleta. Foi exatamente isso que aconteceu a dois americanos, colegas de universidade, Arthur Davidson e William S. Harley, respectivamente escultor e desenhista, que se lançaram nessa arriscada união.
Se bem que tinham tido o cuidado de associar aos seus trabalhos Ole Evinrude, um motorista, a primeira máquina assim criada, entre outros detalhes. Reza a lenda que o carburador era feito de uma lata em conservas -uma falha completa: o engenho recusou-se terminantemente a andar. O motor, demasiado fraco, não conseguiu propulsionar o conjunto. Não desanimaram e voltaram a tentar o enxerto, adaptando, desta vez, um motor de 400 cm³, nitidamente mais potente do que o primeiro. Em resultado, a máquina andava, mas desta vez foi o quadro que manifestou rapidamente drásticas sinas exteriores de fraqueza. Sem o saberem, acabavam de enfrentar a pedra angular, o segredo de uma boa moto: a harmonia e síntese de um quadro e de um motor. De surpresas desagradáveis a progressos encorajadores, os nossos dois amigos, instalados no seu local de trabalho (8m²), conseguiram finalmente construir a sua primeira verdadeira máquina: nascia a lendária Silent Gray Fellow. O motor de um cilindro inclinado de 410 cm³ que desenvolvia 3 cavalos estava equipado com uma válvula de admissão automática e com uma transmissão de correia. Produziram-se três exemplares, todos cinzentos, já com a cor fetiche da nova marca. Encorajado pelo seu brilhante resultado, William S. Harley tomou a decisão terminante de se inscrever na universidade de Wisconsin a fim de melhorar os seus conhecimentos de mecânica. Em boa hora o fez, pois, graças a um motor retificado de 450 cm³ e desenvolvendo 4 cavalos e a um quadro finalmente digno desse nome, saíram 50 exemplares das oficinas Harley-Davidson em 1906.
A partir de 1907, a notoriedade de Harley e Davidson, aos quais se juntaram os primos William e Walter Davidson, começa a sair do estado de Wisconsin, e são produzidas pelo menos cem máquinas todos os anos. A fim de fazer a demonstração flagrante da qualidade das motos doravante fabricadas, Walter Davidson envolve-se de desporto motociclista e alcança a vitória, em 1907, numa famosa corrida de resistência.
Organizada pela Federation of American Motorcyclists, e nela bate o recorde de sobriedade percorrendo 300 km com menos de 5 L de combustível. Finalmente, recompensa suprema: em 1907, a polícia americana começa a equipar-se com motos Harley Davidson. Nesta época a moto Harley Davidson estava, ainda bastante longe do mito, mas começou indiscutivelmente a aproximar-se dele. Assim, o primeiro V-Twin seria construído em 1909, associado a duas outras iniciativas na época: o acelerador de punho rotativo e a forquilha em paralelogramo, precursora daquela que se tornou célebre na futura Springer.

### O símbolo do sonho americano
A partir deste momento as cilindradas vão suceder-se a as inovações técnicas multiplicar-se: o motor bicilíndrico de 1000 cm³, o monocilíndrico de 600 cm³, a famosa válvula de escape lateral; mas eclosão igualmente de ideias que marcaram uma época, como o selim suspenso, a caixa de duas velocidades (depois três) e um sistema de lubrificação automático. Sempre paralelamente ao seu desenvolvimento industrial às máquinas Harley Davidson percorrem os circuitos com um sucesso garantido desde a criação de um verdadeiro serviço de corrida oficial. Em 1915, Leise Pakhurst, vence o Troféu Nacional da Hora da FAM, em Birmingham, Alabama, e consegue mais de vinte e cinco vitórias ao longo da época. Ainda em 1915, Floyd Clymer bate o recorde do mundo da hora em dirt track em Dodge city, a 132 km/h, numa máquina equipada com um V-twin com oito válvulas com duas saídas de escape por cilindro.
Embora em 2009, uma Harley Davidson esteja muito afastada da imagem do desporto motociclista, foi neste terreno que a marca provou a sua confiabilidade e a eficácia das soluções técnicas adotadas e revolucionarias no seu tempo. Ninguém esqueceu os anos 70, não tão afastados como isso, no decurso dos quais especialmente as XR reinaram sozinhas nas pistas de cinza dos EUA. No futuro, talvez voltemos a ver na categoria dos twins, tão estimada do outro lado do Atlântico, uma Harley-Davidson multi-valvulas "bater" as italianas, as alemãs e as japonesas. Adoram-se ou não se suportam, mas é um facto: ninguém é insensível a uma Harley-Davidson. Já toda a gente ouviu falar nas celebres maquinas americanas, já se cruzou um dia com biker mais ou menos autentico e ouvir os sons baixos tão característicos do mais celebres motor do mundo. Copiadas no melhor dos casos, plagiadas muitas vezes, as máquinas de Milwaukee escreveram a sua historia nas próprias raízes do povo americano. Associada ao cinema, à música, às tradições do povo americano, ao serviço da polícia e do camponês do Middle West, as Harley-Davidson atravessaram o século XX com sortes diversas, mas elas ai estão e estarão.
A principio utilizada pelo americano médio, as Harley-Davidson tornaram-se, depois da II Guerra Mundial e de uma utilização maciça na política e no exército, o símbolo do Sonho Americano. Os soldados norte-americanos de regresso da campanha europeia e que continuavam a circular em grupo, para não dizer em bando, com as suas Harley desempenharam um grande papel na imagem da marca e dos seus fãs. Contribuíram em muito para a ideia da biker ultra nacionalista.
No inicio da década de 1970, um filme, Easy Rider provocou na Europa um ressurgimento da marca americana. A liberdade, ainda e sempre, de dois maus rapazes conduzindo as suas Harley Davidson, estimulou a inconsciente de geração de 69. A combinação era demasiado bela para se poder fugir a ela. Aí o dragão de sete cabeça entro no mundo vivos e sugou a alma do harley

### Um motor numa bicicleta
Por muito paradoxal que possa parecer hoje em dia, as inovações dos Willam S. Harley e Arthur Davidson eram acima de tudo práticas “proporcionadas” pelas experiências de Oscar Hedstrom, um dos fundadores da empresa Indian. Os dois amigos lançaram-se de uma maneira um pouco desordenada numa indústria nascente: a bicicleta equipada com um motor. Foi em 28 de abril de 1903, data que se tornou histórica. Movido pelo acaso de um encontro familiar, Walter Davidson encontra os dois companheiros suplementar ao empreendimento. Como podemos censurar estes filhos da classe média americana por quererem triunfar num domínio quase virgem para o qual representem um futuro frutuoso. Eles que se interessaram momentaneamente pelos problemas de pesca decidiram já há algum tempo voltar a realidades mais terrestres. Nesta época, existem poucos motores confiáveis e são as criações dos europeus Krüger-Aster/De Dion que lhes vão servir e base de apoio. Em 1905, os principais motores monocilíndricos saem da oficina e são vendidos a 200 dólares cada. Dois anos mais tarde, decidem juntar um segundo cilindro ao seu mono clássico. Tinha nascido o V-Twin. Ao mesmo tempo, imaginaram a primeira forquilha suspensa de tipo Springer, versão que obterá a concordância geral e será um êxito industrial, pois este ilustríssimo achado permanecera inalterado ate 1948. Sempre na mesma época, Walter Davidson alinha numa competição de enduro famosa traçada nas Montanhas Catskill e organizada pela FAM (Federation of American Motorcyclists). A única Harley-Davidson do pelotão impõe-se face a mais de sessenta concorrentes, e ainda obtém uma distinção suplementar respeitante à harmonia notável entre pilotos e a sua inovadora e espantosa montada. Como resultado desta prestação, em 1909 são vendidas mais de 1100 máquinas deste tipo.

### Primeiros sucessos

Harley antiga na caixa

Depois dos anos de investigações com muito trabalho e da produção confidencial desenvolvida em torno de um modelo único, a primeira verdadeira moto Harley-Davidson nasceu em 1904 e foi batizada de Silent Gray Fellow, a companhia Harley-Davidson progrediu bastante. Produzida em pequena quantidade, esta máquina dos primeiros passos, fabricada até durante anos de 1912, era pelo menos sumaria. Apoiava-se num quadro simples de berço fechado com suspensão de paralelogramo, um motor monocilíndrico de 494 cm³ desenvolvendo 6,5 cavalos, numa transmissão sobre a roda traseira utilizando uma correia de couro e uma embreagem de alavanca manual atuando por meio de uma polia de tensão sobre a correia de transmissão.
O deposito de combustível estava suspenso na parte superior do quadro e a maquina tinha um peso total de 88,5 kg. Embora o conjunto apresentasse um equilíbrio conveniente, era, sobretudo a imagem de uma maquina confiável, sólida e silenciosa que motivava então os valorosos pioneiros: nada de floreados inúteis, uma única cor, o cinzento, e uma eficácia silenciosa, tudo para lhe conferir sobriamente. Pacientemente aperfeiçoada, só muito mais tarde, em 1919, foi equipada com carburador Schebler, uma verdadeira embreagem, uma caixa de velocidade e uma transmissão por corrente.
Uma das particularidades das criações Harley-Davidson residia na teimosia em desenvolver um só modelo em pretender sistematicamente um lucro importante, mais cuidando sempre da confiabilidade e do silêncio da sua máquina. Embora, em 1905, a produção da pequena sociedade fosse apenas de oito máquinas, ela progredia graças ao tributo financeiro e imobiliário do tio João Guilherme Fco. Assim, a partir do ano seguinte, a produção subiu para quarenta e nove máquinas, triplicando todos os anos até 1910 e final mente atingir três mil maquinas na fabrica da Juneau Avenue. Um outro parâmetro serviu perfeitamente aos interesses das motos Harley-Davidson: a raridade, e, portanto o preço elevado dos automóveis. Desde o início, os criadores tinham-se mantido muito afastados da noção de competição e ainda mais do desporto motociclista.
Foi apenas em 1907, sob a presidência de Walter Davidson, que uma máquina da empresa foi escrita na primeira corrida organizada pela jovem Federação Motociclista Americana. A experiência saldou-se por um sucesso estrondoso, pois o próprio Walter bateu os oitenta competidores, que representavam pelo menos vinte e uma marcas diferentes. A historia estava em marcha

### A procura de novos clientes
Vinte anos depois dos trabalhos práticos hesitantes dos pioneiros Harley-Davidson, os americanos seguiram o gosto da época em matéria de circulação destinada as maquinas com motor: multiplicaram-se as estradas alcatroadas, os painéis rodoviários começaram a invadir a paisagem e as estações de serviço começaram a assegurar eficazmente o abastecimento de combustível. Simultaneamente, em 1919, a firma Harley-Davidson, que como vimos fez do desporto motociclista um dos seus primeiros esforços, propôs pela primeira vez um modelo de caráter desportivo.
Para justificar esta designação, a máquina foi dotada com uma caixa de velocidades colocada sobre o motor, uma embraiagem em banho de óleo, com uma guia de válvulas inferior e com uma correia de transmissão integrada no motor. Nesta época, a firma de Milwaukee ocupava uma fabrica de volume respeitável: mais de 50 mil m². Mas, os quatro exageraram e a produção estimada em trinta e cinco mil máquinas por ano é de tal modo otimista que, em 1921, a empresa fecha sob os efeitos conjugados de superprodução e da quebra das vendas. Longe de baixar os braços, os dirigentes da Harley-Davidson vão virar-se para o estrangeiro para tentar encontrar novos clientes. Através das suas viagens, eles descobrem as novas técnicas da concorrência, e especial as Indian. O que, levando mais longe as suas investigações mecânicas, vai provocar, em bloco, a chegada de um quadro, depósito e selins inéditos.

## A história da Harley-Davidson

### Face ao “crash” econômico
De fato, mais do que a quebra de entusiasmo por este tipo de máquinas, é a chegada de veículos de duas e quatro rodas em segunda mão que vai fazer baixar a procura de motos novas. Em face de tal situação, apenas duas marcas subsistem nos Estados Unidos: a Harley-Davidson  e Indian. Como sempre sucede em situações semelhantes, o mercado dirige-se para baixo e a Harley-Davidson vai agarrar rapidamente esta oportunidade para relançar maquinas equipadas com motores monocilíndricos de 350 cm³ vendidas a menos de 200 dólares na época. Um bom negócio. É também nessa produção e a distribuição não só de acessórios mais também de produtos com a efígie Harley-Davidson capazes de promover e de fidelizar a clientela. É a primeira orientação para uma tendência “tempos livres” da moto, por oposição as duas rodas utilitárias que até aqui tinham dominado.
Em 1939, sob a influência da guerra que toda a América entrevia e temia, a Harley-Davidson prepara versões militares de 750 cm³ e permite assim que a produção se mantenha no limiar psicológico de dez mil motos por ano. Para ganhar esta aposta, tudo foi imaginado e empreendido, incluindo baixas de salários draconianas, da ordem de 10% para os operários ate 50% para os dirigentes. A Harley-Davidson tem então quarenta anos de existência e já atravessou muitas tempestades conjunturais e pessoais. Mas Continua firme!

### Abertura aos tempos livres
Em 1925, aparece a primeira Peashooter, uma versão de 350 cm³ para competição. No que diz respeito à decoração, depois dos anos severos das maquinas cinzentas, a cor começa a invadir os depósitos e para-choques, sobretudo através dos primeiros antepassados do tunning: personalização de motos. Em 1928, um novo modelo fez a sua entrada no catálogo, a Two Cam, proposto em duas versões: a JD, em 1000 cm³, e a JDH, de 1200 cm³.
Exteriormente, os dois modelos são diferenciáveis, mas é bom saber que, na época, eram certamente as máquinas de serie mais rápidas do mundo, com respectivamente140e 160 km/h. Último detalhe que tinha sua importância, mesmo se hoje em dia não se concebe um motor sem esse tipo de requinte, os twins das JD e JDH tinham um filtro de ar e o quadro tinha um travão à frente – requinte supremo. É ainda de notar que nas vésperas de crash na bolsa de 1929, a Harley-Davidson apresentou novos grupos de 750 cm³ de válvulas laterais.
Mesmo na nossa época de incerteza econômica, dificilmente imaginamos o que foi o ano de 1929: em poucas semanas, quinze milhões de operários viram-se no desemprego e vários bancos faliram. Apesar disto, o mercado, a produção de motos, continuou de maneira espantosa a ter resultados perfeitamente aceitáveis. Até ao dia em que tudo se desmoronou, incluindo a venda das Harley-Davidson, cuja produção caiu um terço de um dia para o outro, ou seja, cerca de doze mil motos.

### A serviço doPentágono

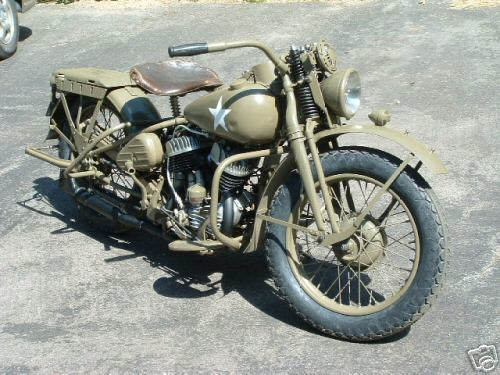
Uma WLA3 do exército militar americano

Quando a guerra começou a destruir a Europa, os EUA se habituaram à ideia de uma intervenção, a firma Harley-Davidson continuou a interessar-se apenas pelo desenvolvimento técnico das suas máquinas, sempre com um esforço especial no que diz respeito as grandes provas desportivas. E o ponto da situação em 1940 era duas imagens: as WLDR 750 são as máquinas de competição mais desenvolvida e toda a gama Harley-Davidson está equipada com forquilhas Springer. Os padrões do Pentágono vão rapidamente dirigir-se a William S. Harley para lhe pedirem que conceba e construa uma maquina de 500 cm³ adaptada às suas necessidades. Considerando que a definição técnica do caderno de encargos imposto pelos militares não é aceitável, William recusa e o exercito americano vira-se para a Indian, que aceita o desafio. O resultado é um desastre. As motos não andam e o Pentágono volta à carga para finalmente se conformar com a escolha de uma twin de 750 cm³. Nascerá a 745 WLA com uma primeira encomenda de cento e oitenta e cinco unidades.
Em 1941, desta vez a pedido da policia americana, a Harley-Davidson propõe ainda uma versão de 1200 cm³ da Knuckhead já existente em 1000 cm³. A Harley-Davidson entra finalmente no conflito europeu, na véspera de Pearl Harbour, e inicia o fabrico de 88 milhares de motos de 750 cm³ em versões WLA, WLC e WSR com e sem side-car. Assim, a quase totalidade das motos produzidas pela Harley-Davidson durante este período são maquinas militares.
Pós Guerra
A título de reparação de guerra, a Harley-Davidson adquiriu o projeto de uma pequena motocicleta alemã, a DKW RT125, que foi adaptada, fabricada e vendida entre 1947 e 1966. Vários modelos foram produzidos, incluindo o Hummer, entre 1955 e 1959.

### As máquinas de recordes
Sempre mais depressa, uma simples estrada, bordejada de árvore, foi o local dos primeiros bancos de ensaio em "tamanho natural" daqueles que sonhavam ultrapassar os 100 km/h. Depois dos lagos congelados, as superfícies de sal e outros desertos retilíneos, aqui mais perto de nos foi o célebre circuito de Nardo, no sul da Itália, que serviu de base de lançamento. Muito recentemente, em 1990, apenas a Honda e a Harley-Davidson se lançaram ao assalto. Mas são os japoneses, com a revolucionaria Honda NR de 750 cm³ com pistões ovais e oito válvulas por cilindro desenvolvendo 155 cavalos confiada ao italiano Loris Capirossi, que continuam a ser os mais rápidos, atingindo os 299,825 km/h numa máquina de série.
Ao mesmo tempo, do outro lado do Atlântico, David Campos, um pioneiro do gênero, decide por seu turno, com uma moto cem por cento americana ultrapassar a barreira dos 700 km/h. Para financiar a sua empresa, a revista californiana EasyRiders, fez apelo à generosidade dos seus leitores. Resultado mais que ocludente: a fuselagem do seu Streamliner tinha inscritos todos os nomes dos generosos doadores. Sob a fuselagem foram instalados dois motores V-twin, derivados do 1340 Softail retificados para 3 litros, a sua injeção composta de uma mistura de metanol e nitrometano era aspirada por dois turbo compressores. Em 14 de julho de 1990, esta máquina no lago salgado de Bonneville, com uma temperatura de 35 °C preparava para vibrar com o sopro do obus de alumínio. Resultado: 515,121 km/h. Um mês depois, em 19 de agosto, David Campos repetiu a experiência com o acelerador a fundo. O ponteiro do conta-quilômetros era formal: 518,449 km/h na milha lançada. Embora os 700 km/h ainda estivessem longe, o recorde de Donald Vesco fora batido (512,733 km/h em 28 de agosto de 1978).
Mas não era efetivamente uma estreia. Em 1969, Dick O`Brien, chefe de equipe da Harley-Davidson, desejava veementemente opor-se à hegemonia crescente dos caçadores de recordes japoneses. Deste modo, Calvin Rayborn, o piloto da casa, viu-se incumbido de missão de se opor, em setembro de 1970, à corrida contra o tempo. A bordo de uma maquina diabólica, atarracada à pressa em vez de ser preparada com cuidado, o piloto americano balbuciava e sofria. Depois de quatro dias de hesitações, roçou uma primeira vez a catástrofe quando sofreu um acidente a 320 km/h. Não se desencorajou por isso, e teimou em repetir a experiência e perto dos 430 km/h o V2 definitivamente à explodir.

### O antro do Diabo
O mesmo processo desde sempre
Em Harrisburg, na Pensilvânia continuam com os efeitos do passado. O fabrico dos quadros, as pinturas dos depósitos, a instalação dos motores, a implantação dos feixes de cabos elétricos, dos tambores com rodas aos óculos de plástico até o banco de ensaio que precede a colocação da película protetora e a embalagem em caixas de madeira, tudo é feito a mão como provavelmente se fazia há 50 anos. As oficinas de pintura são seguramente o mais espantoso: Batidos a partir de duas chapas de metal plana, os depósitos nascem à união de duas conchas de metal. Colocados em grandes estantes metálicas, vão em seguida passar de mesa em mesa para receber as camadas dos mais variados protetores, de pinturas laçadas e de verniz. Bombas de pintura e pequenos pincéis constituem todo o material. Os azuis estão lado a lado com os negros e os vermelhos na mais notável desordem como se estas escolhas tão importantes se devessem apenas à vontade do momento destes pintores.

## Recalls no Brasil
| Data de anúncio        | Problema                          | Modelos afetados | Causa                                              | Solução                                                          |
| ---------------------- | --------------------------------- | --- | -------------------------------------------------- | ---------------------------------------------------------------- |
| 26 de setembro de 2014 | Engate involuntário da embraiagem | CVO Limited, CVO Breakout, Touring Street Glide e Ultra Limited (chassis 9321KBMJ0ED614067 a 9321KBMJ9ED678270; 9321KBMJXED623763 a 9321KBMJXED678262; 9321KBMC1ED614080; 9321KELJ0ED614086 a 9321KELJ9ED709956; 9321KELJXED621255 a 9321KELJXED701042; 5HD1TENC0EB955816 a 5HD1TENC9EB956446; 5HD1TD9C0EB950183 a 5HD1TD9C9EB956371; e 5HD1TD9CXEB956296) | Vazamento no retentor do pistão do cilindro mestre | Substituição do conjunto por outro com uma presilha de segurança |